# NGC 2381
NGC 2381 (również PGC 20694) – galaktyka spiralna z poprzeczką (SBa), znajdująca się w gwiazdozbiorze Kila. Odkrył ją John Herschel 26 grudnia 1834 roku.